# Spadă

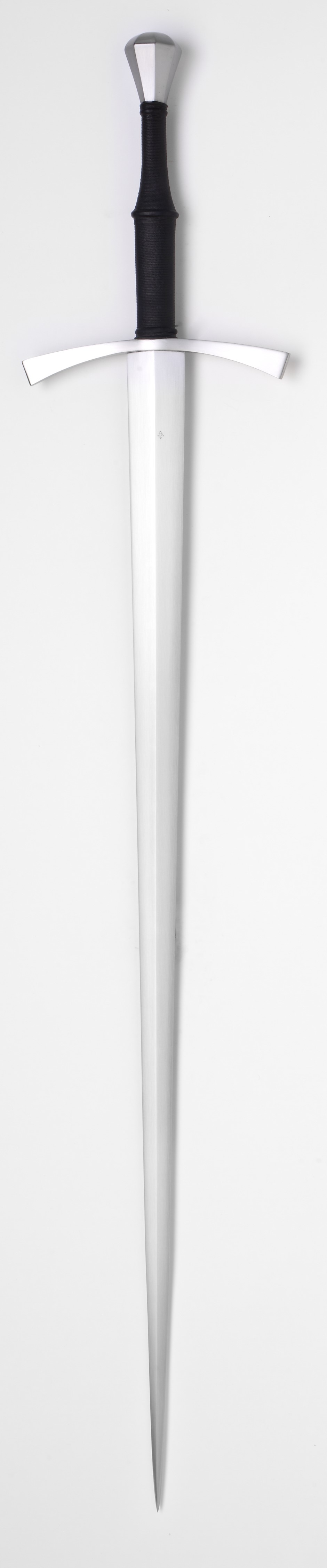
Spadă

Spadă este o denumire generică pentru armele individuale de luptă corp la corp, pentru lovit și împuns, antice, medievale și moderne cu lamă dreaptă prevăzută cu două tăișuri. Inițial, în antichitate, a fost eminamente o armă folosită pentru lovit. Evoluția ulterioară, la finele Evului Mediu Timpuriu, a transformat-o și într-o armă de împuns. Diferența între spadă și pumnal, care are și el o lamă dreaptă prevăzută cu două tăișuri, constă în faptul că lama pumnalului are sub 30 cm lungime.
În scrima modernă, spada este una dintre cele trei probe olimpice care fac parte din acest sport.
A nu se confunda spada cu sabia, care are doar un tăiș.

## Etimologie
Cuvântul spadă, folosit prima dată într-un text scris de Gheorghe Șincai între 1804-1808, este împrumutat din italianul spada, având la origine latinul spatha. Termenul românesc original, spată, menționat pentru prima oară în Psaltirea Scheiană din secolul al XVI-lea, este acum învechit și nu mai este folosit cu acest sens.
Denumirea spadei medievale și moderne are la origine cuvântul latin spatha, prin care se desemnează arma, folosită de cavalerie pentru lovit, din epoca romană și perioada migrației popoarelor, mai lungă decât gladiusul, cu lama dreaptă și prevăzută cu două tăișuri. Acest termen are ca bază etimologică cuvântul antic grecesc spáthe, care a fost preluat în limba latină sub înțelesul de „obiect lung și plat” pentru amestecat diferite substanțe. Prima menționare a termenului pentru denumirea unei arme se întâlnește la Tacitus, unde spatha și hasta sunt armele folosite de soldații „barbari” din trupele auxiliare, pe când armele legionarilor sunt numite gladius și pilum. Termenul a supraviețuit în limba română în cuvinte ca spate, spătar (partea superioară a scaunului), spătar (dregător) și spată (element al războiului de țesut).

## Descriere
Armele cu lamă lungă și două tăișuri, numite generic spade, au fost o creație a epocii mijlocii a bronzului. Pe teritoriul României, acestea apar din perioada bronzului mijlociu până în mijlocul perioadei hallstattiene. În secolele XV-XIV î.Hr. s-au răspândit spadele de tip micenian, numite și „rapiere” cu lama zveltă, de secțiune rombică și cu nervură mediană.

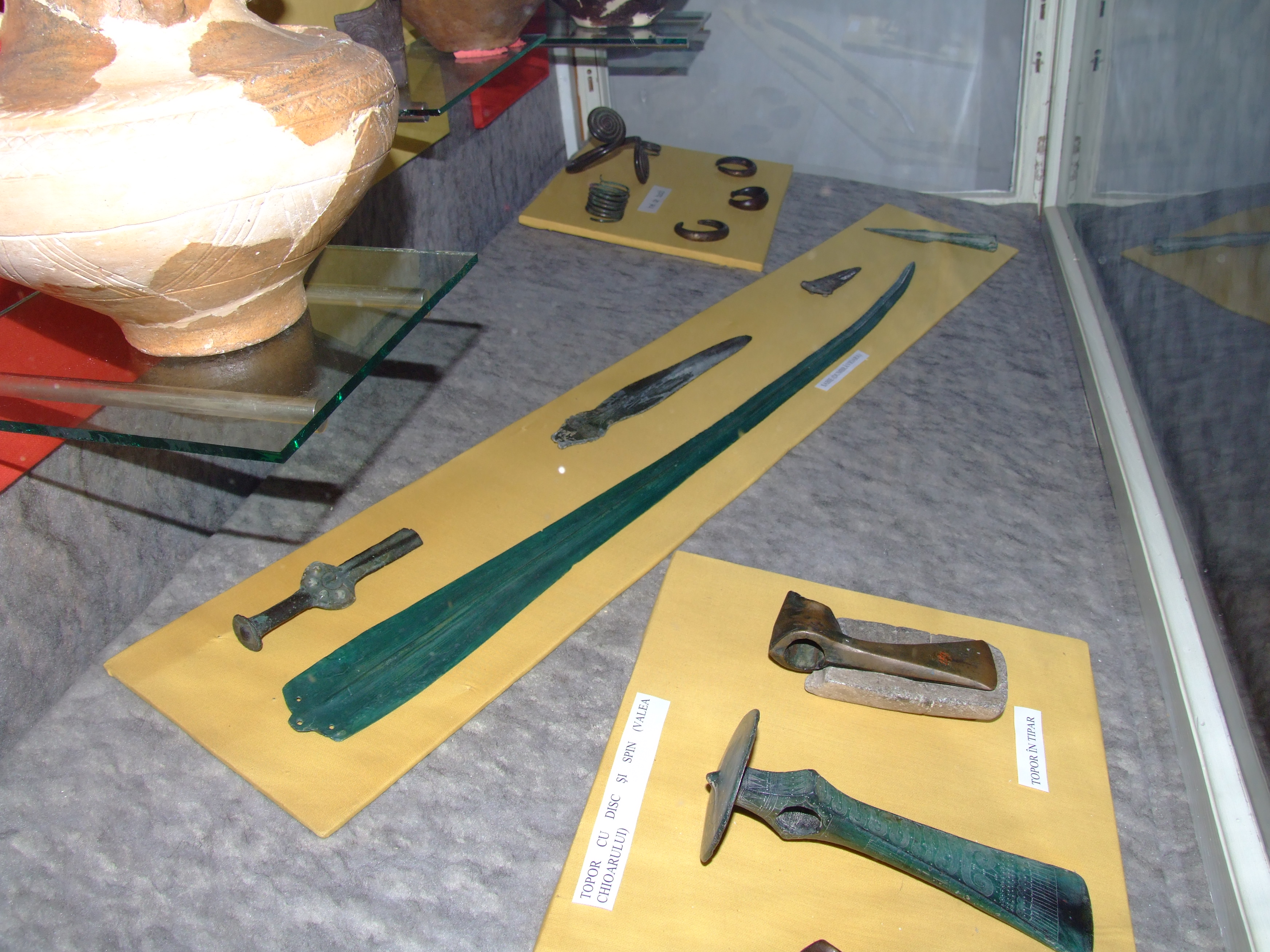
Rapieră miceniană descoperită la Dumbrăvioara, județul Mureș

La începutul perioadei Hallstatt se foloseau o mare varietate de spade scurte. Spada lungă, a fost răspândită de celți în secolele IV-III î.Hr. Cea mai veche spadă din fier descoperită până acum pe teritoriul României este cea de la Dobolii de Jos, comuna Ilieni, județul Covasna. Aceasta păstrează în morfologia mânerului elemente specifice pumnalelor akinakes (butonul cu „antene” sau „gheare de vultur” și gardă antropomorfă) dar este prevăzută cu o lamă dreaptă cu lungimea neobișnuită de 1,12 m. și dotată cu șănțuiri. Se estimează că aceasta spadă datează din secolele VI-V î.Hr., fiind produsă de sciți. Trebuie remarcat că în literatura de specialitate se folosește foarte des termenul de sabie (armă cu un singur tăiș) și pentru a indica spada (dar și termenul de spadă pentru sabie).
În armata romană, după războaiele punice, a fost introdusă spada scurtă după model celto-iberic, denumită gladius. Scopul principal al acestei arme era împungerea, metodă eficientă în atacul în care soldații erau strâns grupați. Începând cu mijlocul secolul II, gladiusul a fost înlocuit treptat cu spatha ca armă a legionarilor.
Lama spadei medievale are circa 1 metru lungime, două tăișuri și o nervură mediană, destul de groasă pentru a rezista loviturilor. Spada are o gardă solidă și un mâner, prins ferm de lamă, care, împreună cu lama, îi dau forma unei cruci latine. Eficiența cu care aceste arme puteau fi folosite, nu depindea numai de calitatea lamei, ci și de modul în care o asemenea lamă putea fi mânuită. Manevrabilitatea spadei medievale depindea în mare măsură de echilibrare, de felul în care era repartizat centrul lor de greutate.
Spada cu două tăișuri era arma principală a cavalerului feudal. Ceremonialul medieval ce avea loc la primirea cuiva în rândul cavalerilor se numea acoladă și consta dintr-o îmbrățișare și o lovitură ușoară cu latul spadei, dată de învestitor celui învestit. Seniorul îi înmâna personal cavalerului spada la învestitură, ea devenind astfel personificată.
Importanța spadei era așa de mare în evul mediu, încât este uneori personaj principal în cântecele trubadurilor și menestrelilor, atribuindu-i-se și puteri supranaturale. Au rămas în istorie Excalibur, spada regelui Arthur, Durendal, spada lui Roland sau Balmung, spada eroului german Siegfried, pomenit în Cântecul Nibelungilor. De altfel în mediul țărănesc s-a păstrat, în Germania, „dansul spadelor" (Schwerttanz), răspândit încă din antichitate, ca dans ritual războinic legat de cultul armelor. Acest dans s-a răspândit în Europa, iar sub forma dansului săbiilor, s-a răspândit din Caucaz până în Orientul Extrem. În Moldova folosirea spadelor goale (trase din teacă) în dansul magic al călușarilor este amintită încă de Dimitrie Cantemir în Descriptio Moldavie, obicei păstrat până astăzi în diferite regiuni.
Spada care i-a aparținut domnitorului Moldovei, Ștefan cel Mare, are pe discul mânerului o inscripție în limba slavonă, care atestă faptul că îi aparținea. Pe o față scrie „IOAN STEFAN VOE<VO>DA G”, iar pe cealalta față scrie „OSPODAR ZEMLI MOLDAVS <CO>”, adică „Io, Ștefan Voievod, Domnul Țării Moldovei”. În mijlocul discului se observă un cerc pe care se aplica, probabil, stema Moldovei.
Stema Sibiului, atestată din secolul al XIII-lea, inițial identică cu stema Scaunului Sibiului, prezintă două spade încrucișate ce străpung împletit o trinchetă foliată cu foi de nufăr.

## Părți componente
Părțile componente prinicpale ale unei spade sunt lama și mânerul.
- Lama spadelor medievale are întoteauna două fețe, două tăișuri și un vârf. Pe cele două fețe ale lamei se pot întâlni șănțuiri mediane, numite și canale pentru scurgerea sângelui prin traducerea termenului german Blutrinne. La întâlnirea lamei cu mânerul, prin îngustarea bruscă se formează umerii lamei, de obicei acoperiți de gardă.
- Mânerul se compune dintr-o prelungire a lamei (tija mânerului) și din piese atașate (garda și butonul. Scopul primordial al butonului a fost acela de a fixa pumnul pe mâner, pentru ca la ratarea țintei de lovire, spada să nu alunece din mâna luptătorului. Ulterior, butonul a fost folosit de asemenea pentru contrabalansarea greutății lamei.[14]), acestea din urmă fiind prevăzute cu orificii de prindere. Destul de rar păstrată este înmănușarea, care îmbracă tija mânerului.
- Teaca, executată de obicei din lemn și piele este pevăzută cu întăriri metalice numite buterola și gura tecii, fiind la fel ca centura de spadă foarte rar păstrate și cunoscute mai bine din reprezentările artei figurative.

## Categorii și tipologii
Pornind de la lamă, se pot distinge trei categorii generale distincte, dar care nu pot fi delimitate strict cronologic:
- spade pentru lovit - Prezintă lame grele și late, cu tăișurile evoluând paralel sau aproape paralel spre un vârf rotunjit nu foarte ascuțit. Asemenea piese evoluează direct din spatha germanică sau romană târzie și domină în diferite variante până în secolul al XIII-lea;
- spade pentru lovit și împuns - Lamele acestei categorii sunt late în zona gărzii iar tăișurile evoluează ușor convergent spre vârf. Acestea probabil au apărut în secolul al XIII-lea, iar folosirea lor prelungindu-se prin diferite subtipuri până la sfârșitul evului mediu;
- spade pentru împuns - Aceste arme se caracterizează prin lame ușoare și zvelte, cu tăișuri ce evoluează convergent spre un vârf foarte ascuțit. Apariția lor se înregistrează în secolul al XIV-lea, și supraviețuiesc până în epoca modernă prin diferite forme. Pentru o mai bună rezistență a acestor lame zvelte, șănțuirile mediane sunt înlocuite treptat cu nervuri.

Spadele mai pot fi împărțite în funcție de lungimea și forma mânerului în trei grupe:
- spade pentru o mână;
- spade pentru o mână și jumătate - Intervalul cronologic în care asemenea mânere se întâlnesc mai frecvent este cel al secolelor XIII-XIV;
- spade pentru două mâini - Apariția lor este semnalată începând cu a doua jumătate a secolului al XIV-lea.

Prima clasificare riguros științifică a acestei categorii de material a fost stabilită de Jan Petersen⁠(en)[traduceți] în lucrarea De Norske Vikingesverd, în 1919, analizând aproape 1000 de spade din Norvegia. În perioada postbelică, numărul studiilor, articolelor și cărților dedicate direct armelor medievale se bucură de o atenție deosebită, cunoaște o creștere substanțială, atât din punct de vedere calitativ cât și cantitativ.

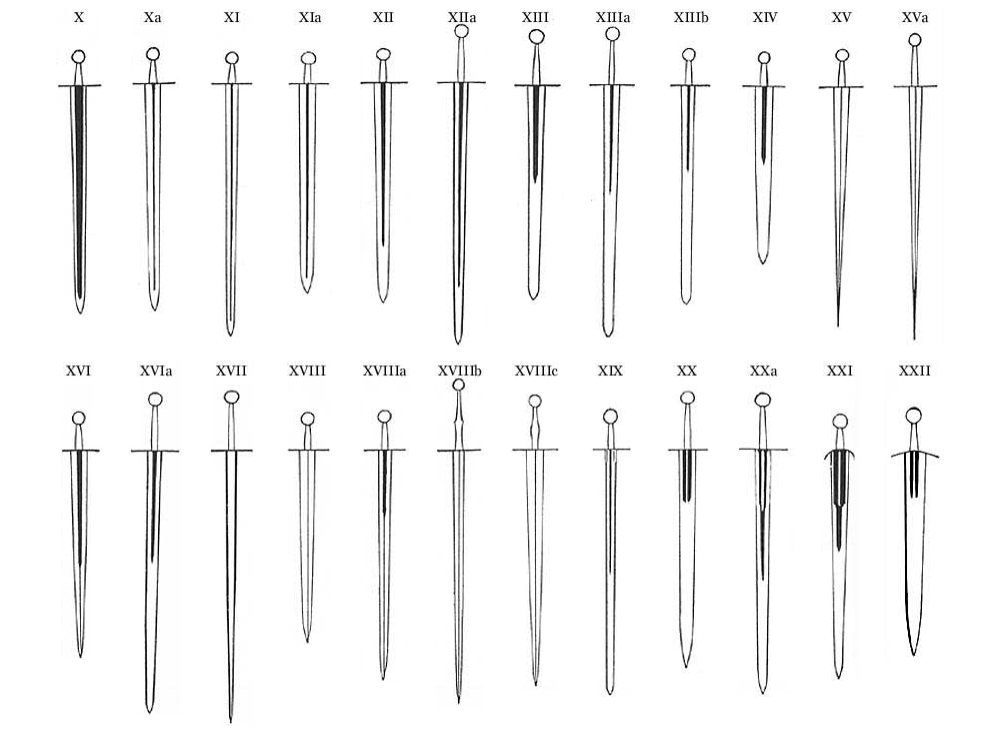
Tipologia Oakeshott

În anul 1964, va aparea o altă operă de referință pentru cercetarea spadelor medievale, prin tipologia lui R.E. Oakeshott⁠(en)[traduceți], rezultat al unei îndelungate activități de studiere a armamentului medieval și al unei importante lucrări de specialitate publicate anterior. Propunându-și să clasifice spadele evului mediu dezvoltat, dintre anii 1050-1550, autorul continuă cronologic nu direct tipologia lui Petersen, ci varianta acestei tiopologii adaptată și simplificată de R.E.M. Wheeler⁠(en)[traduceți]. Din acest motiv, clasificarea sa pentru spadele medievale începe cu tipul „X”, ce se conectează direct la tipologia lui Wheeler. Elementul de noutate al tipologiei lui Oakeshott, constă în tratarea lamei spadelor drept criteriu de bază al clasificării. Un alt element de noutate îl constituie stabilirea de tipologii separate pentru părțile componente ale spadelor. Astfel lamele cu mânere cu tot sunt împărțite în 10 „grupe” de bază, notate cu cifre romane de la „X” la „XX”, cu unele subtipuri notate cu litere de la „a” la „e”; butoanele sunt clasificate în 37 de „tipuri”, notate cu majuscule de la „A” la „Z”; iar gărzile sunt împărțite în 13 „stiluri", notate cu cifre între „1” și „13”.

## Galerie

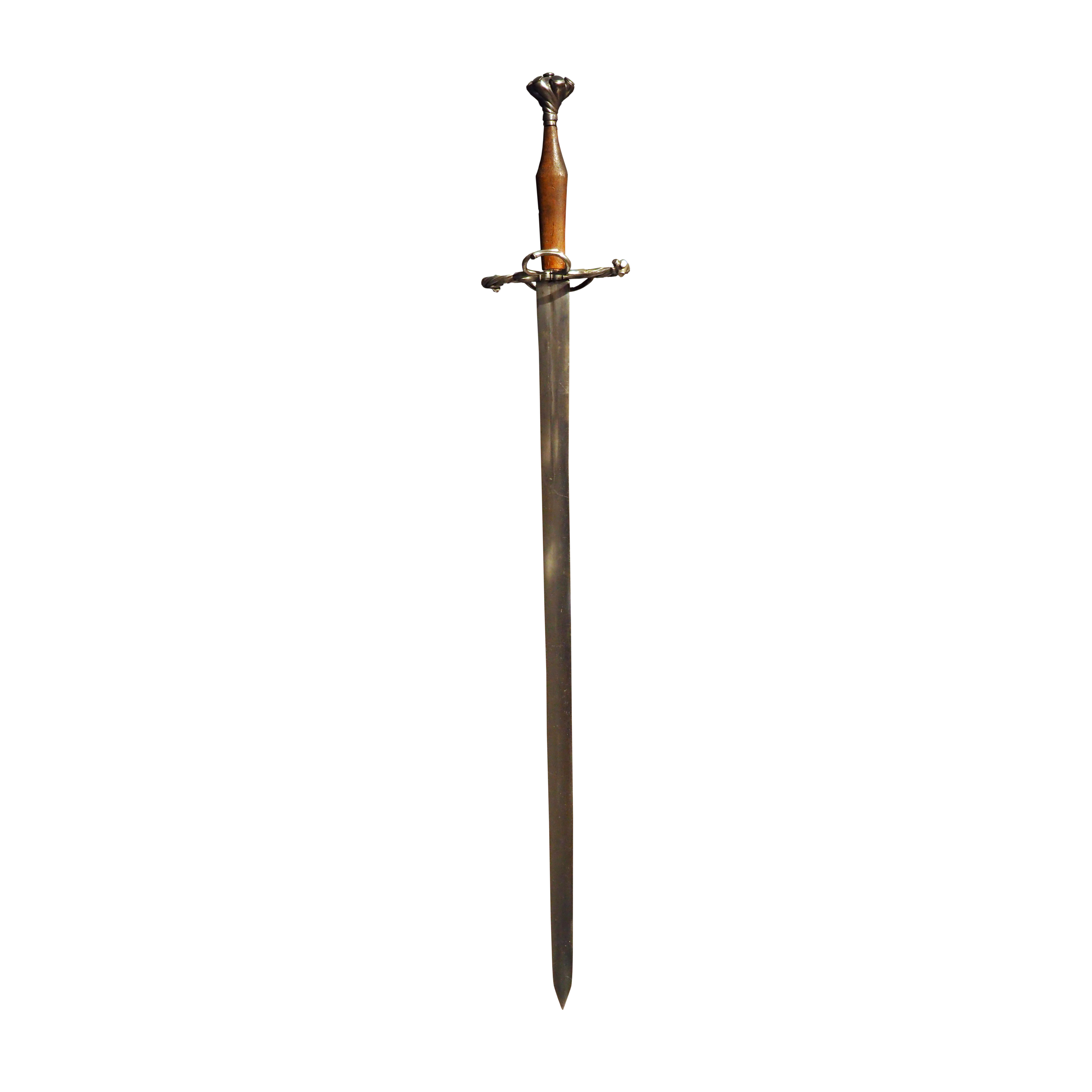
Spadă pentru o mână și jumătate
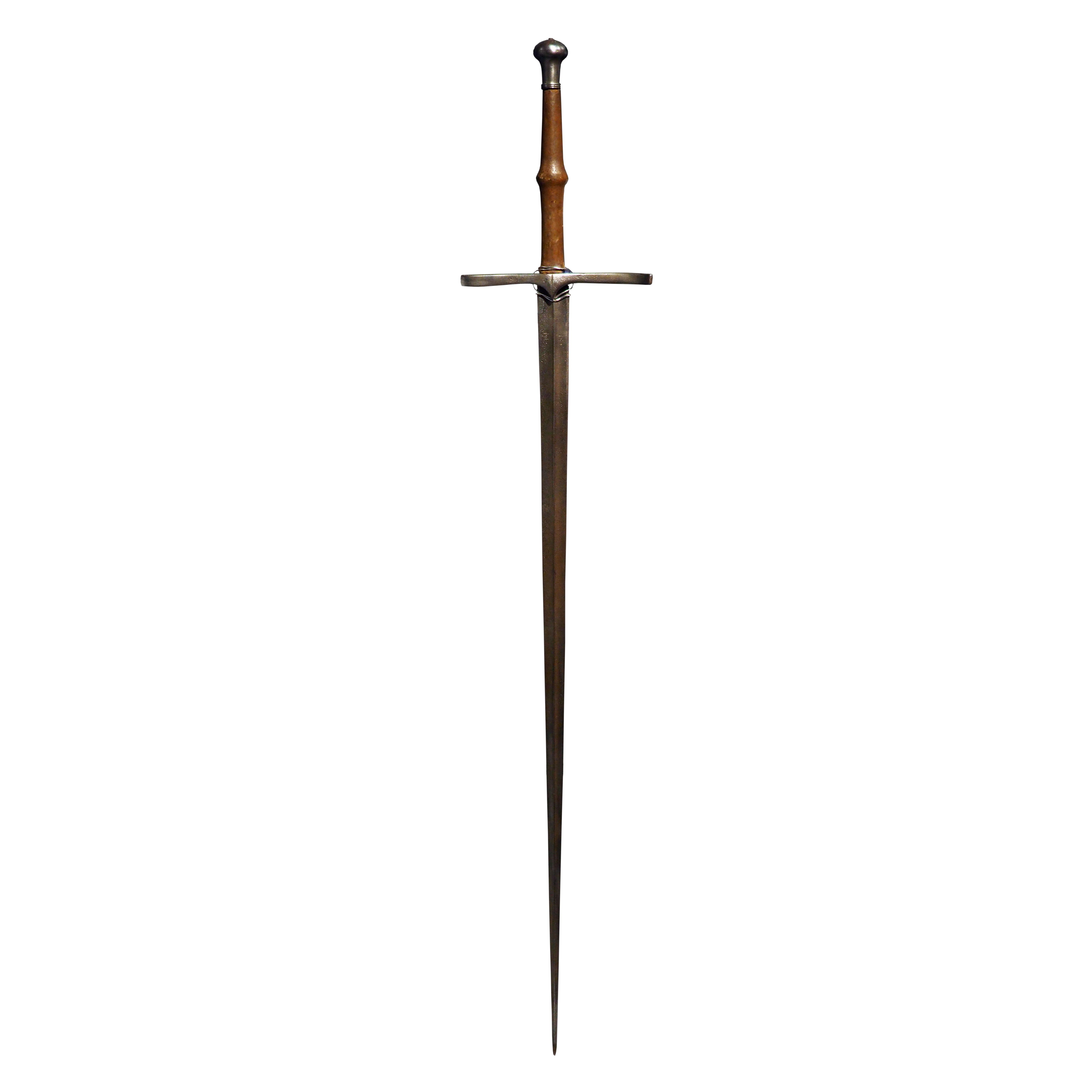
Spadă pentru două mâini
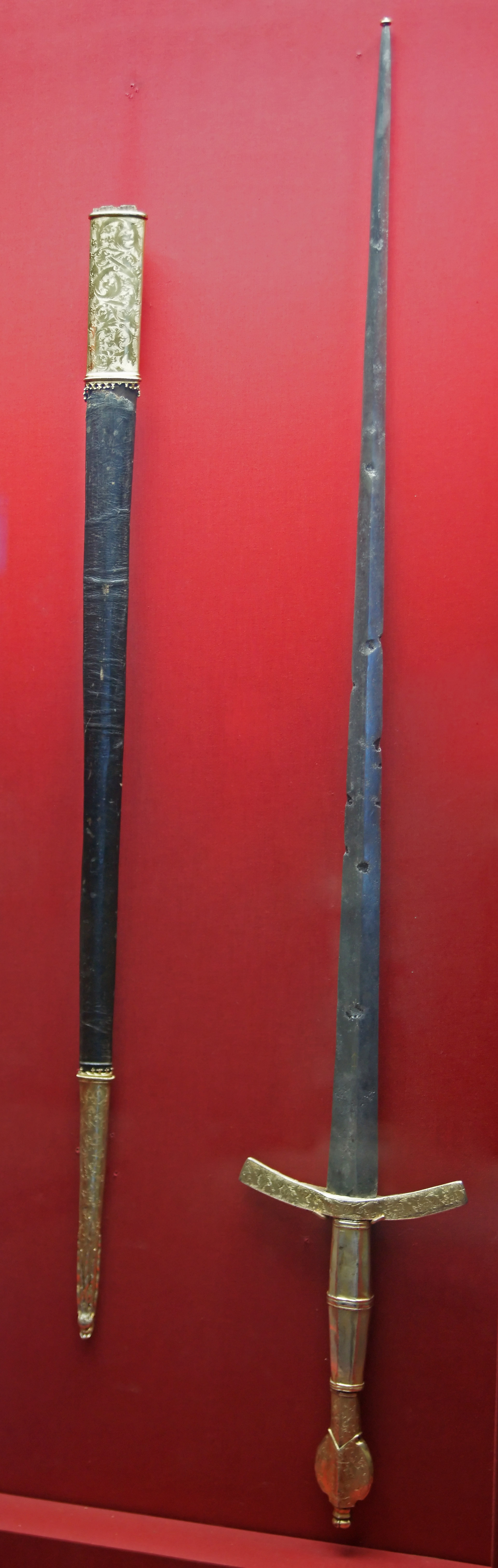
Spadă ceremonială, sec. XV
Spadă ornamentală
Spadă ornamentală
Stema Sibiului